# 494

## Догађаји
- Велики земљотрес је разорио лучки град Латакију (модерна Сирија).
- Цар Ксиао Вен Ди премешта престоницу Северног Веја из Датонга у Луојанг. Он чини кинески језик службеним језиком свог двора и наређује свом племству да усвоји кинеска имена.
- Папа Геласије I прописује однос цркве и државе.
- Папа Геласије I је канонизовао Светог Георгија.